# Region Poodří
Region Poodří je dobrovolný svazek obcí v okrese Nový Jičín, jeho sídlem jsou Bartošovice a jeho cílem je realizace aktivit ve venkovském prostoru s využitím společných rozvojových strategických dokumentů k podpoře udržitelného života na venkově. Sdružuje celkem 20 obcí a byl založen v roce 1999.

## Obce sdružené v mikroregionu
- Albrechtičky
- Bartošovice
- Bernartice nad Odrou
- Bílov
- Hladké Životice
- Jeseník nad Odrou
- Jistebník
- Kateřinice
- Kujavy
- Kunín
- Mošnov
- Petřvald
- Pustějov
- Sedlnice
- Skotnice
- Suchdol nad Odrou
- Šenov u Nového Jičína
- Trnávka
- Velké Albrechtice
- Vražné